# Лузалес
Общество с ограниченной ответственностью «Лузалес» (ООО «Лузалес») — российское лесозаготовительное и деревоперерабатывающее предприятие.. Главный офис предприятия расположен в городе Сыктывкар. Компания входит в перечень системообразующих организаций России (2022).

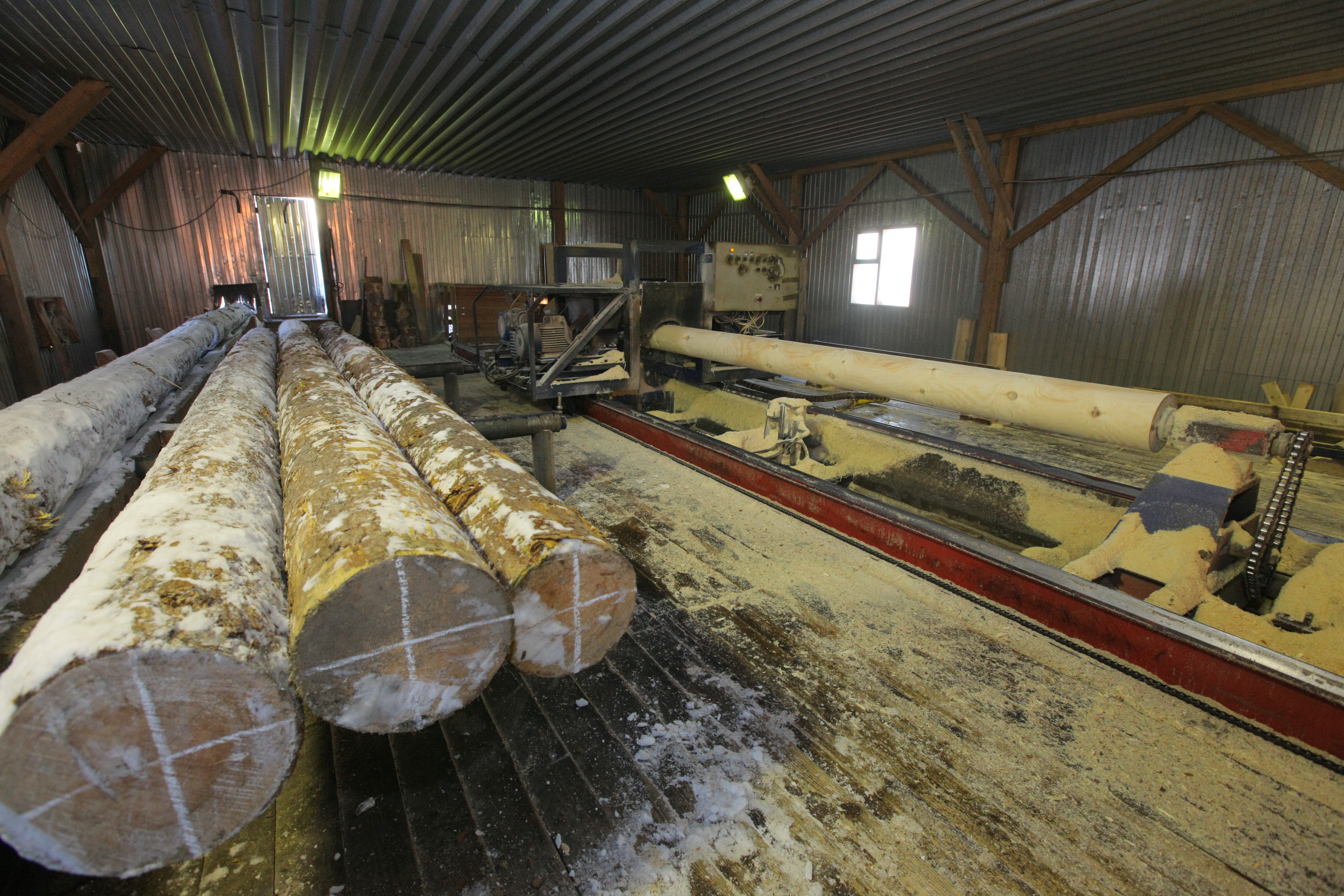

В 2006 году президент России Владимир Путин в ходе официального визита в Республику Коми посетил рабочую делянку ООО «Лузалес» и ознакомился с полным циклом заготовки древесины.
В 2021 году правительство Республики Коми и ООО «Лузалес» подписали соглашение о намерениях по реализации инвестиционного проекта по строительству в Сыктывдинском районе в особой экономической зоне «Север» завода по производству MDF-плит мощностью 1 млн м³ в год.
В 2022 году «Лузалес» вошел в состав участников ООО «Пригородный».
В феврале 2023 года правительственная комиссия РФ одобрила заявку от ООО «Лузалес» на приобретение двух заводов шведской компании IKEA в России в городах Тихвин (Ленинградская обл.) и Вятские Поляны (Кировская обл.).